# Thymus pulcherrimus
Thymus pulcherrimus ist eine Pflanzenart aus der Gattung der Thymiane (Thymus) in der Familie der Lippenblütler.

## Beschreibung
Thymus pulcherrimus ist ein kleiner Strauch, der lange, kriechende und etwas holzige, nicht blütentragende Stängel ausbildet, an denen bis zu 10 cm lange blütentragende Stängel, an deren Basis Gruppen kleiner Laubblätter stehen. Die oberen Laubblätter an den blütentragenden Stängeln sind meist etwas größer, eiförmig bis rund, gestielt und an der Basis abgeschnitten bis breit keilförmig. Der Blattrand ist schwach gezähnt, in seiner Nähe verläuft von der Spitze bis zur Basis eine deutlich ausgeprägte Randader.
Die Blütenstände sind kugelförmig bis leicht zylindrisch. Die Tragblätter ähneln den Laubblättern. Der Kelch ist 3,5 bis 5 mm lang, die Kronröhre ist nahezu zylindrisch und etwa so lang wie die Lippen. Die oberen Zähne sind bis zu 1,3 mm lang und länger als breit. Die Krone ist bis zu 8 (selten bis zu 9) mm lang.
Die Chromosomenzahl beträgt 2n = 28.

## Vorkommen und Standorte
Die Art kommt in den Karpaten vor und reicht bis in den mittleren Norden der ehemaligen Tschechoslowakei.